# Paulina Gaitán
Paulina Gaitán (Villahermosa, 19 februari 1992) is een Mexicaans actrice.